# Bissekræmmer
En bissekræmmer ("bisse": at flakke om) var en handlende, som drog fra sted til sted med sine varer og falbød dem ved dørene. Det var typisk småting som sæbe, parfumer, kamme, børster, nåle og tråd, uægte smykker, tørklæder og lignende små brugsgenstande og billig pynt, især til kvinder.
Bissekræmmeren bar enten sit varelager i en kasse på ryggen, eller førte det med sig i et lille køretøj, trukket af en hest eller hund. I Sydeuropa kunne man se dem drivende et æsel eller mulæsel foran sig, på hvis ryg varerne var læsset i store kasser eller kurve.

## Historisk betydning
Bissekræmmere tilhører tidligere tider, hvor befolkningtætheden var lavere, transportmidlerne dårligere og forbindelsen med købstæderne vanskeligere, hvor denne art handel var almindelig og mere omfattende og i virkeligheden næsten uundværlig. I afsides liggende, tyndtbefolkede egne kunne bissekræmmere gøre nytte ved at tilføre befolkningen forskellige brugs- og luksusgenstande, der på hvert enkelt sted ikke ville være marked nok til at muliggøre nogen fast butikshandel.

## Forhold til lokalbefolkningen
Men adskillige ulemper kunne være forbundet med denne vagabonderende handel. Idet bissekræmmeren ved sin pludselige opdukken og sporløse forsvinden unddrager sig enhver kontrol og ansvar, blev den fattigere og mere uvidende del af befolkningen, hos hvem han hyppigst fandt sine kunder, let offer for hans optrækkeri og bedragerier; ofte var bissekræmmeren kun en landstryger, der kunne falbyde stjålne sager, eller som med kramkassen som skalkeskjul kunne søge lejlighed til tyveri.

## Reguleringer
- I Danmark blev de (med undtagelse) forbudt, i henhold til Næringsloven af 29. december 1857, § 42.
- I Norge måtte handel, hvortil der var krævet særlig bevilling ifølge Handelsloven af 1842, foregå fra fast udsalgssted. Handelen med egne, selvproducerede varer og visse varer, samt med visse indskrænkninger med indenlandske varer, var fri.
- I Tyskland, Østrig-Ungarn og England var bissekramhandel derimod stadigt tilladt under 1. verdenskrig, men måtte kun drives af personer, som havde fået særlig bevilling, og i alle disse lande var der ligeledes begrænsninger i udvalget, som bissekræmmere havde lov til at forhandle.

## Galleri
| - To svenske bissekræmmertyper - En "västgötaknalle" fra 1800-tallet. - En svensk 'knalle' fra Västergötland |